# Karl von Siegmund Seckendorf
Karl von Siegmund Seckendorf (Erlangen, Electorat de Baviera, 26 de novembre de 1744 - Ansbach, Baviera, 26 d'abril de 1785) fou un militar i compositor alemany.
Fou oficial al servei d'Àustria i de Sardenya; el 1775 desenvolupà el càrrec de camarlenc a Weimar i va romandre dintre el cercle d'Amàlia i el 1784 aconseguí el càrrec de ministre de Prússia a Ansbach. A Weimar va gaudir de poder compondre la música per alguns poemes de Goethe, encara abans d'haver estat publicats, tals com Der König in Thule i Der Fischer i va donar llum a més a tres col·leccions, titulades: Volks-und-andere Lieder (1779-1782).
A més de diverses composicions de música de cambra que es conserven manuscrites, va escriure la música del monodrama, titulat Proserpina, l'èxit del qual és degut a Goethe (Weimar, 1778).